# Mahmudu Bajo
Mahmudu Bajo (Keneba, 15 agosto 2004) è un calciatore gambiano, centrocampista del Stella Rossa.

## Caratteristiche tecniche
Centrocampista centrale, può giocare anche in posizione più avanzata.

## Carriera

### Club
Cresciuto in Gambia nel Tallinding, il 22 maggio 2023 è stato acquistato dal Podbrezová. Ha debuttato in prima squadra il 28 luglio nell'incontro di Superliga vinto 4-1 contro il Dukla B.B..

### Nazionale
Nel 2023 ha partecipato con il Gambia Under-20 alla Coppa delle nazioni africane Under-20 ed al campionato mondiale Under-20.
Nel 2024 ha esordito nella nazionale maggiore gambiana.

## Statistiche

### Presenze e reti nei club
Statistiche aggiornate al 27 aprile 2024.
| Stagione        | Squadra         | Campionato      | Campionato | Campionato | Coppe nazionali | Coppe nazionali | Coppe nazionali | Coppe continentali | Coppe continentali | Coppe continentali | Altre coppe | Altre coppe | Altre coppe | Totale | Totale | Totale |
| Stagione        | Squadra         | Comp            | Pres       | Reti       | Comp            | Pres            | Reti            | Comp               | Pres               | Reti               | Comp        | Pres        | Reti        | Pres   | Reti   |        |
| --------------- | --------------- | --------------- | ---------- | ---------- | --------------- | --------------- | --------------- | ------------------ | ------------------ | ------------------ | ----------- | ----------- | ----------- | ------ | ------ | ------ |
| 2023-2024       | Podbrezová      | SL              | 25         | 0          | CS              | 4               | 0               |                    | -                  | -                  |             | -           | -           | 29     | 0      |        |
| Totale carriera | Totale carriera | Totale carriera | 25         | 0          |                 | 4               | 0               |                    | -                  | -                  |             | -           | -           | 29     | 0      |        |